# Palazzo Bartolommei (Via Cavour)

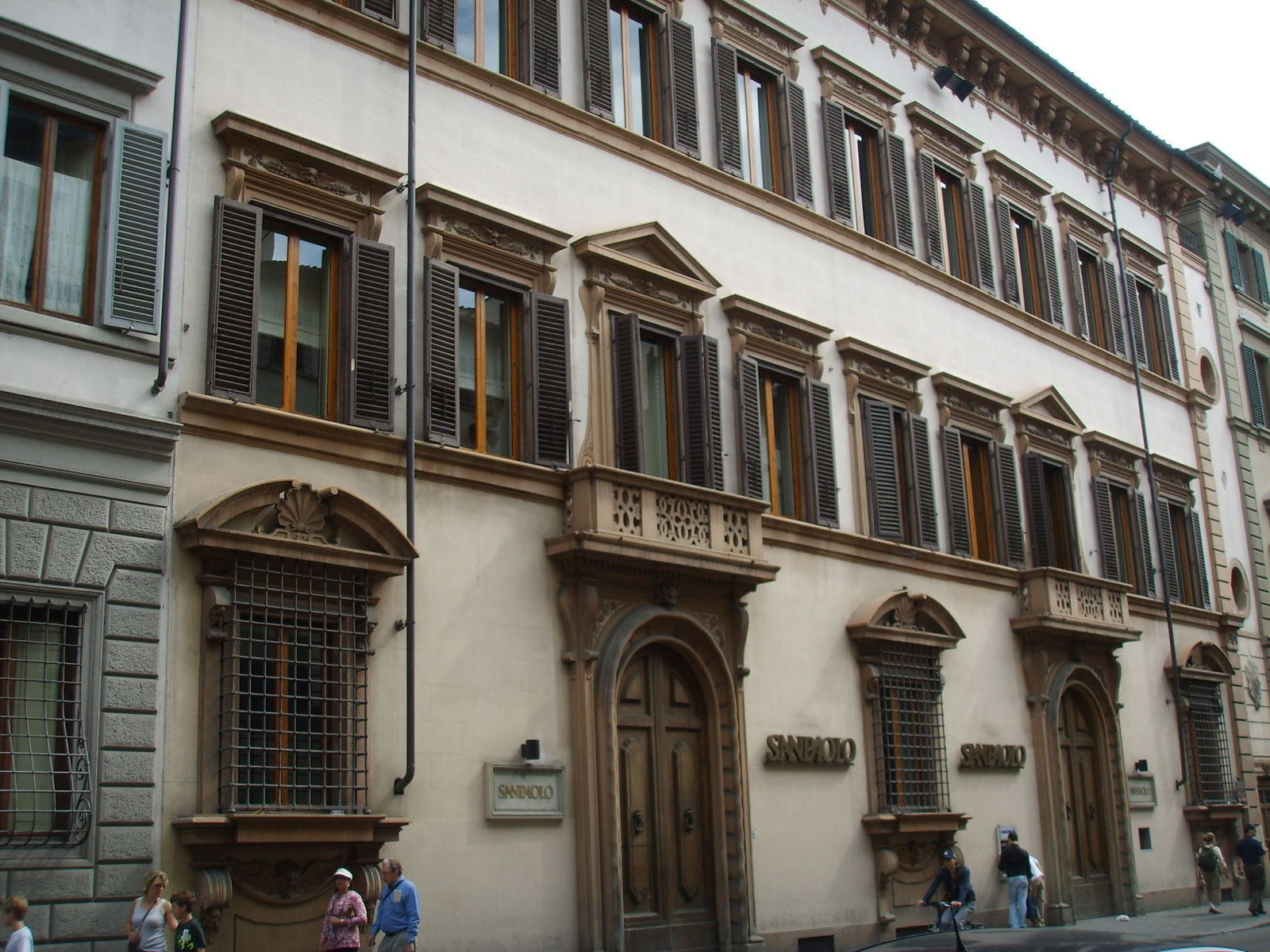
Fachada do Palazzo Bartolommei da Via Cavour.

O Palazzo Bartolommei é um palácio de Florença situado na Via Cavour.

## História e Arquitectura
O palácio foi projectado poe Gherardo Silvani no século XVII. A sua mão reconhece-se nas fantasiosas decorações dos portais e das janelas ajoelhadas, onde estão presentes motivos zoomorfos, carrancas e outras criaturas de aspecto ameaçador com expressões ríspidas e dentes rilhantes. Nos andares superiores, a fachada é ocupada por janelas; com tímpano as que se encontram sobre os portais e com cornijas simples as restantes.
Um pouco de excessso de zelo mostrado em alguns restauros, com recurso a novas pinturas, retirou a patina do passado da superfície externa. Deste modo, o palácio pode parecer, actualmente, um edifício oitocentista ou novecentista.
Hoje, o palácio hospeda uma instituição de crédito.

## Galeria de detalhes decorativos

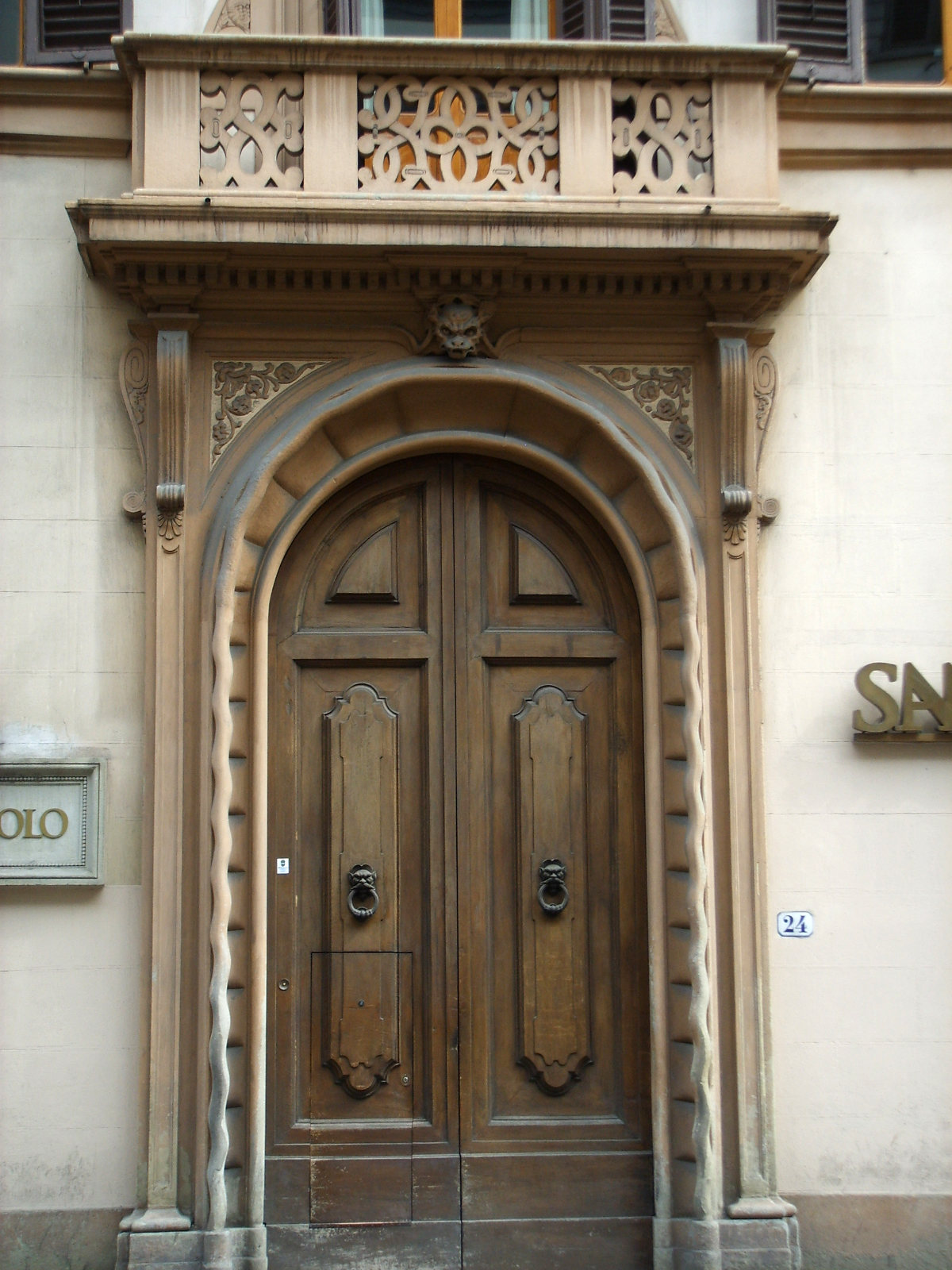
Portal
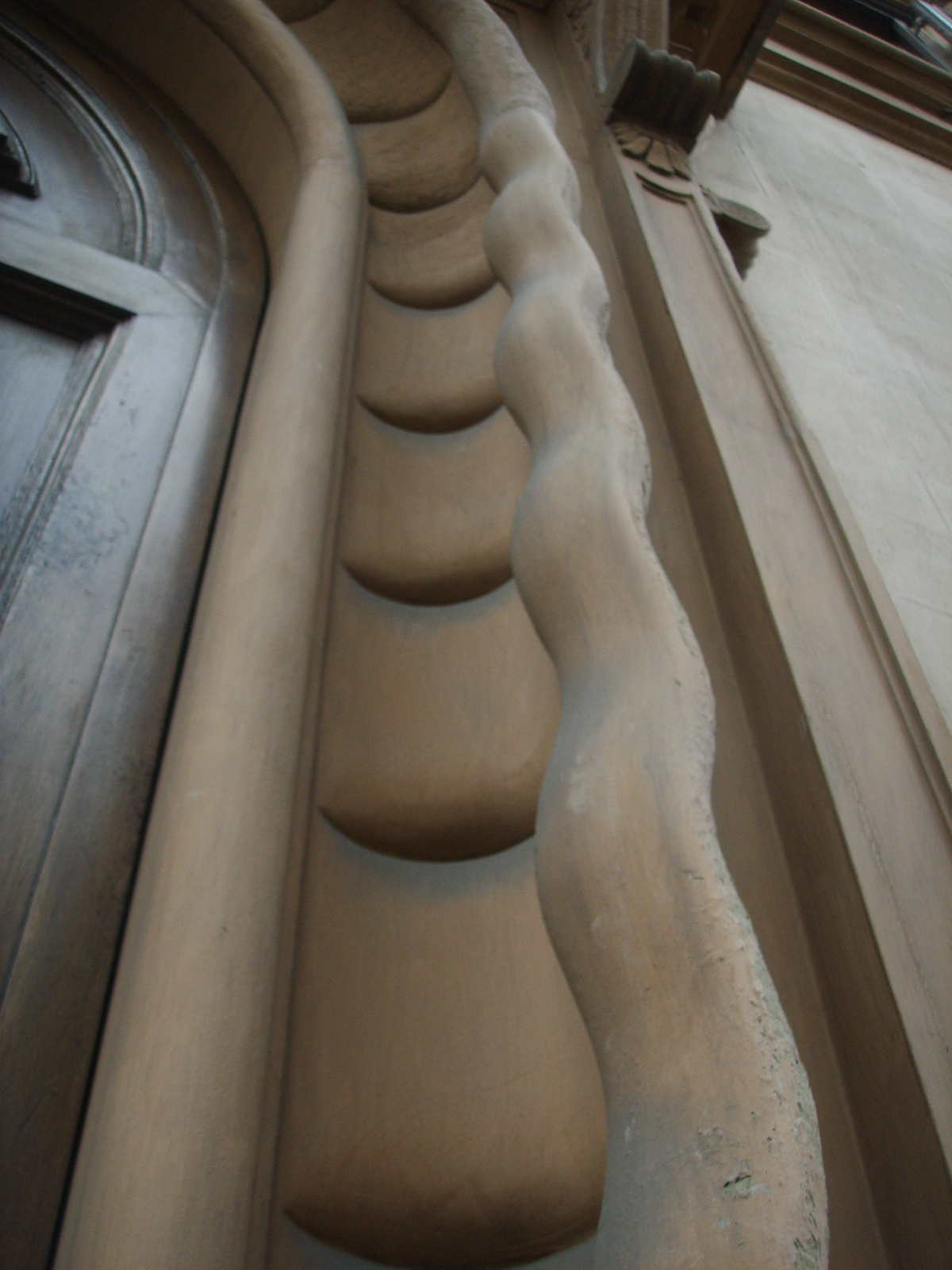
Moldura do portal
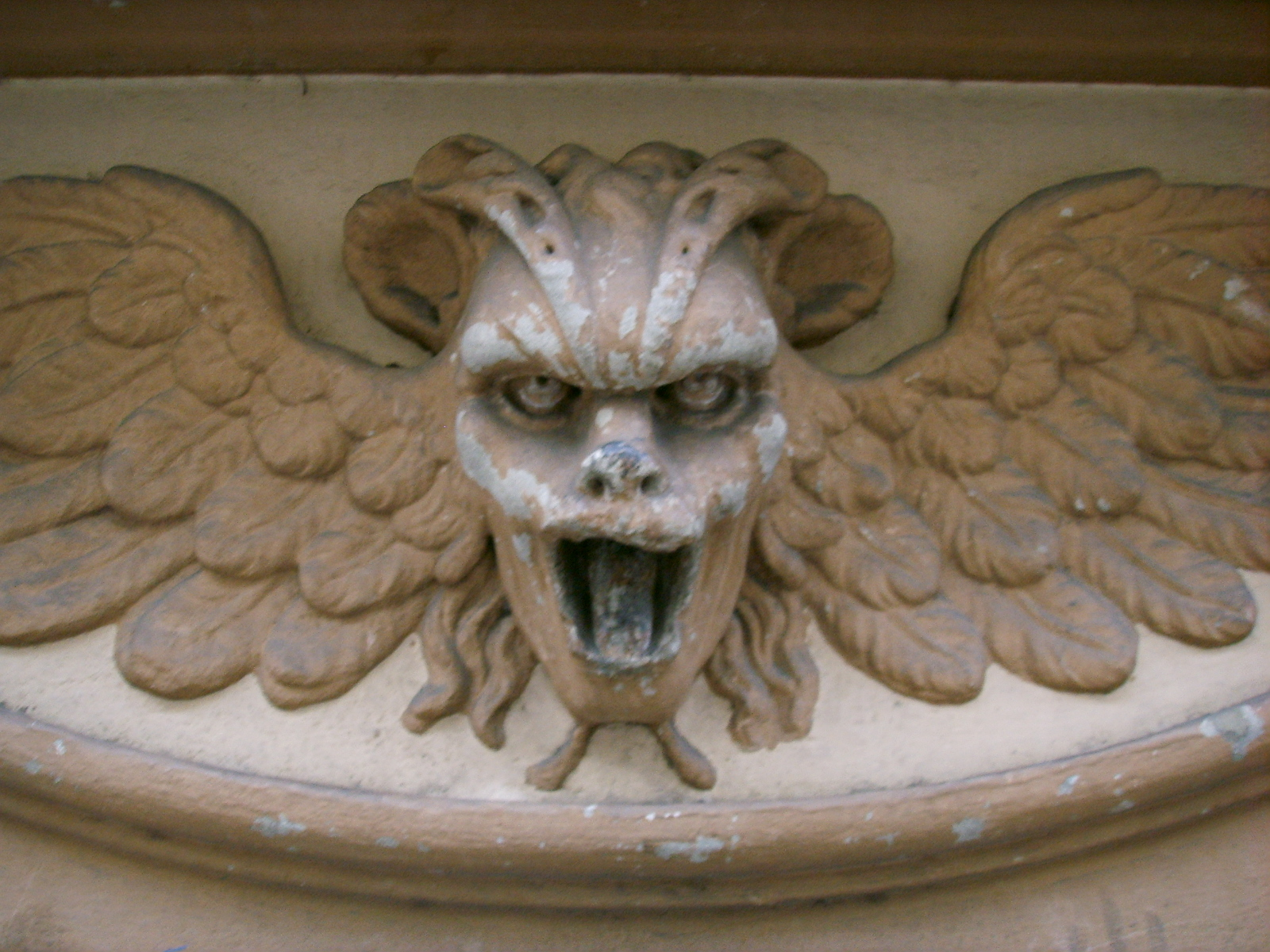
Carranca
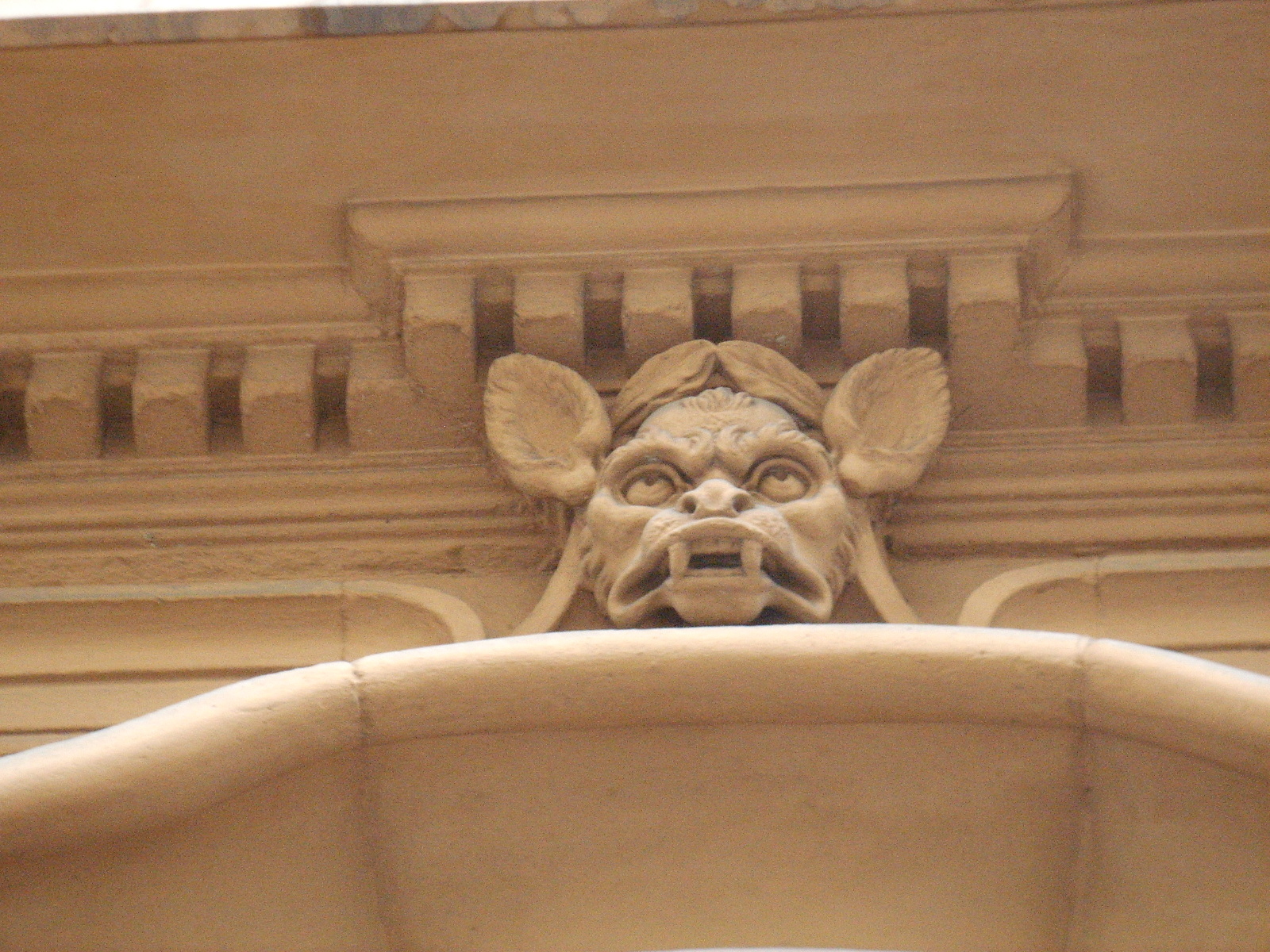
Fecho dum arco
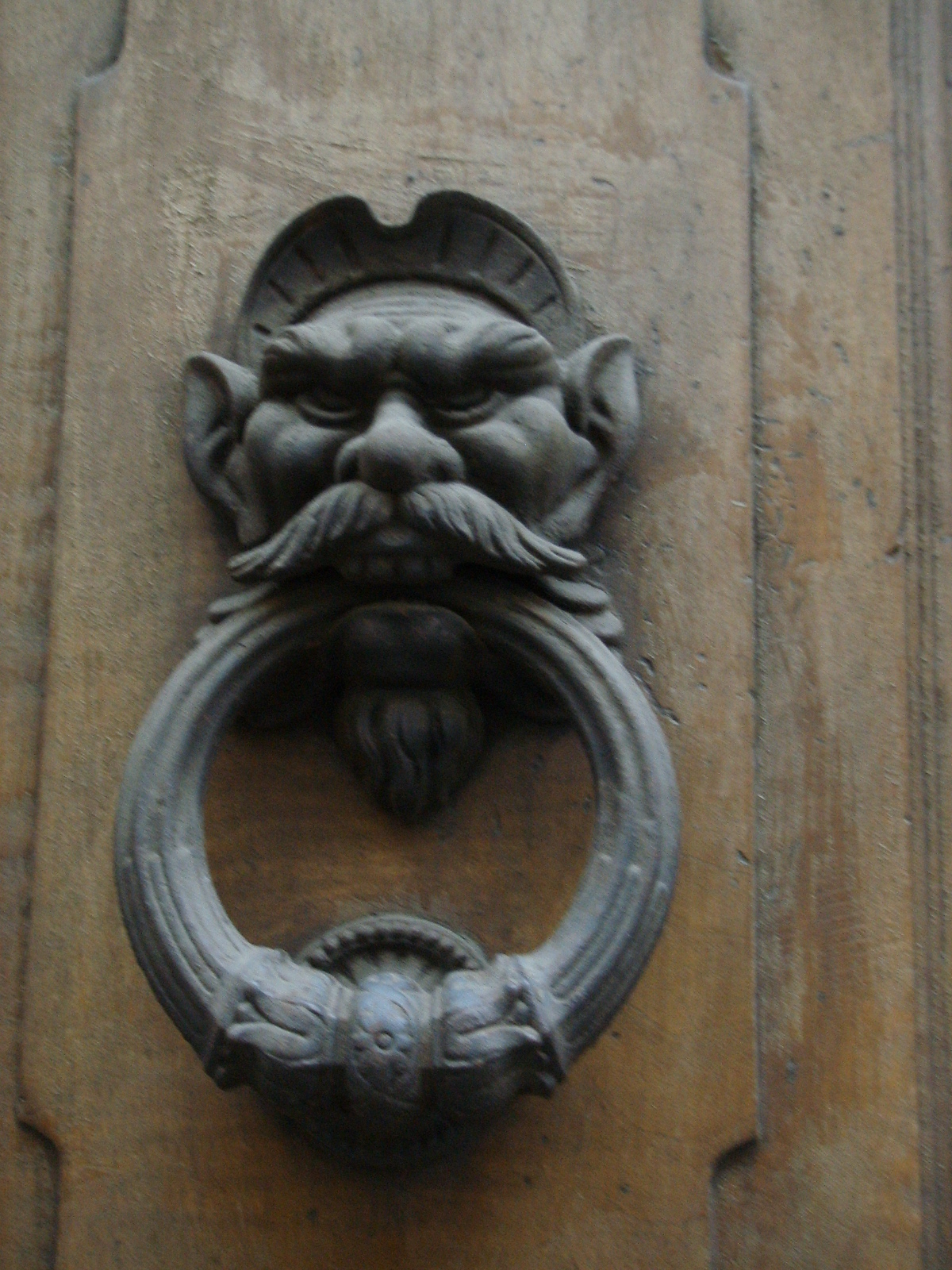
Batente
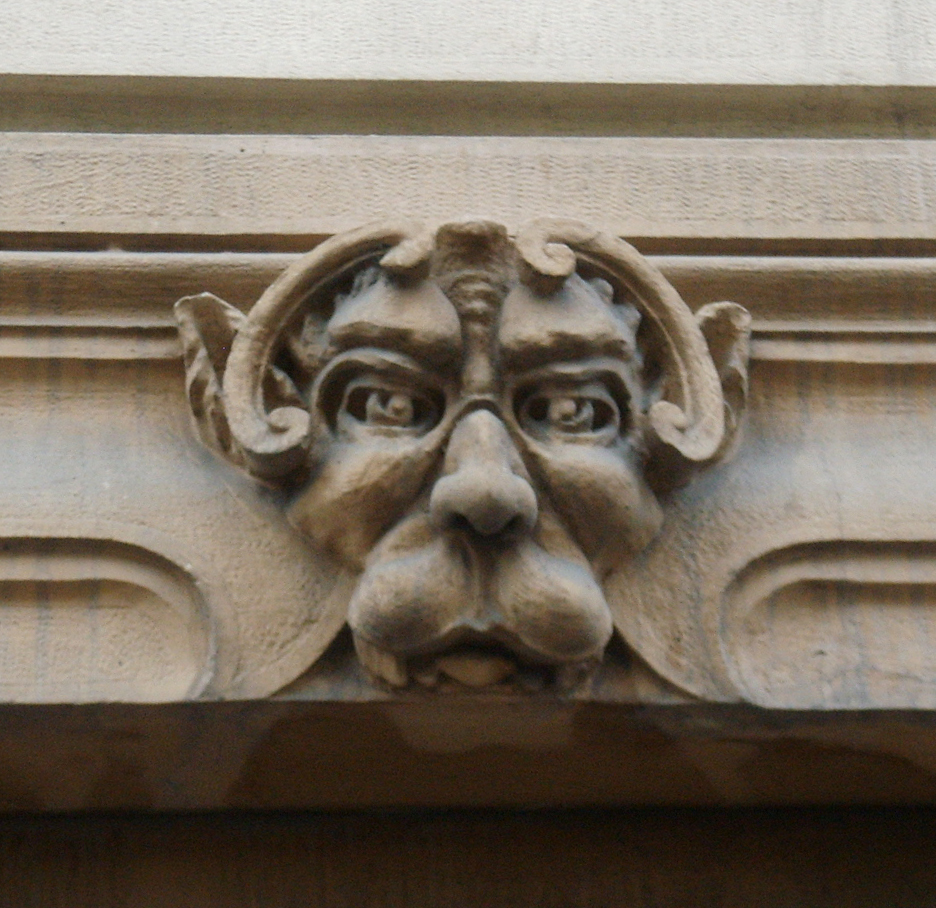
Carranca
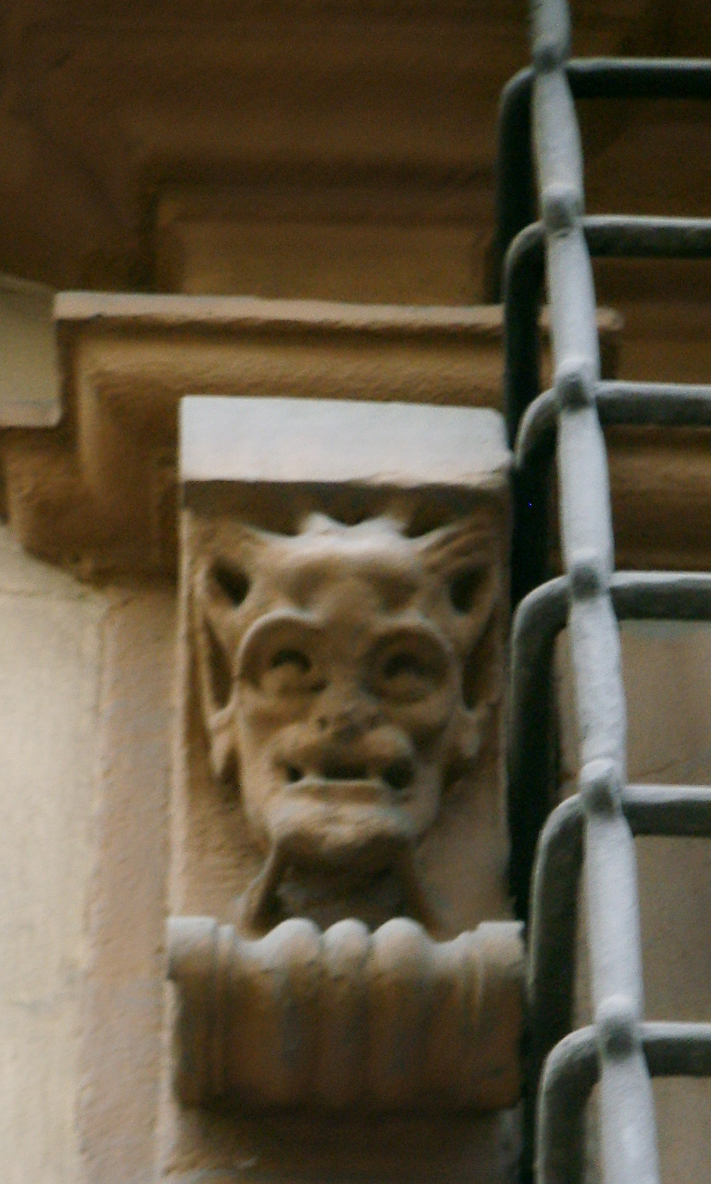
Capitel pênsil numa janela ajoelhada
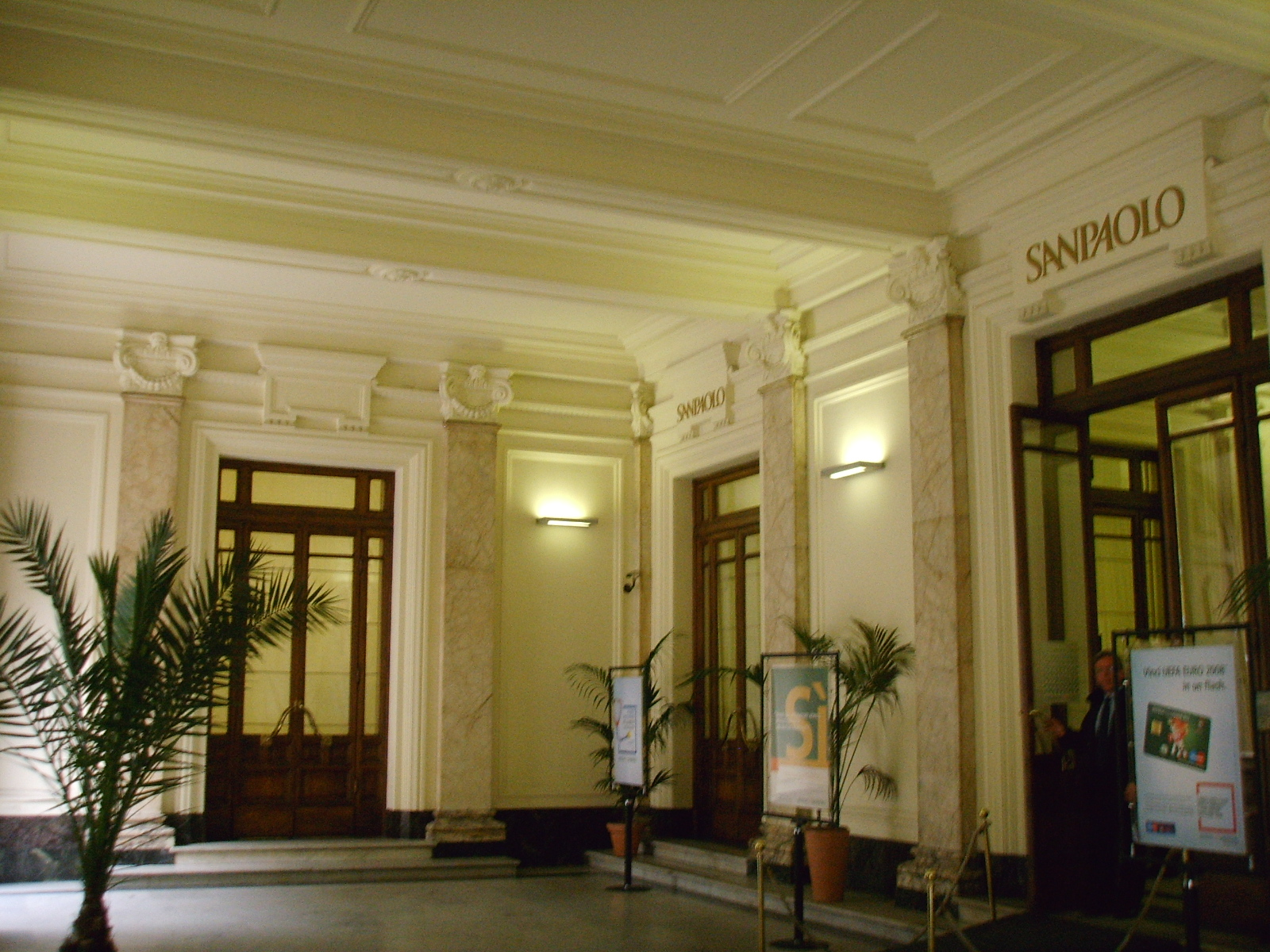
Átrio